# موستار
موستار (بوسنیایی: Мостар) یکی از شهرهای بوسنی و هرزگووین و بزرگترین و مهمترین شهر در ناحیهٔ هرزگوین و مرکز کانتون هرزگوینا-نرتوا می‌باشد.

## جغرافیا
شهر موستار در نزدیکی رودخانهٔ نرتوا واقع شده و پنجمین شهر بزرگ کشور بوسنی و هرزگووین است.
نامگذاری شهر به موستار به‌افتخار پل‌بانانی که در زبان محلی، موستاری نامیده می‌شوند صورت پذیرفته و اینان کسانی بودند که وظیفهٔ نگهداری از پل قدیمی یا (پل موستار) را بر روی رودخانهٔ نرتوا برعهده داشتند.
پل قدیمی در سال ۲۰۰۴ بازسازی شد و اینک یکی از نقاط دیدنی شهر است.

## نگارخانه

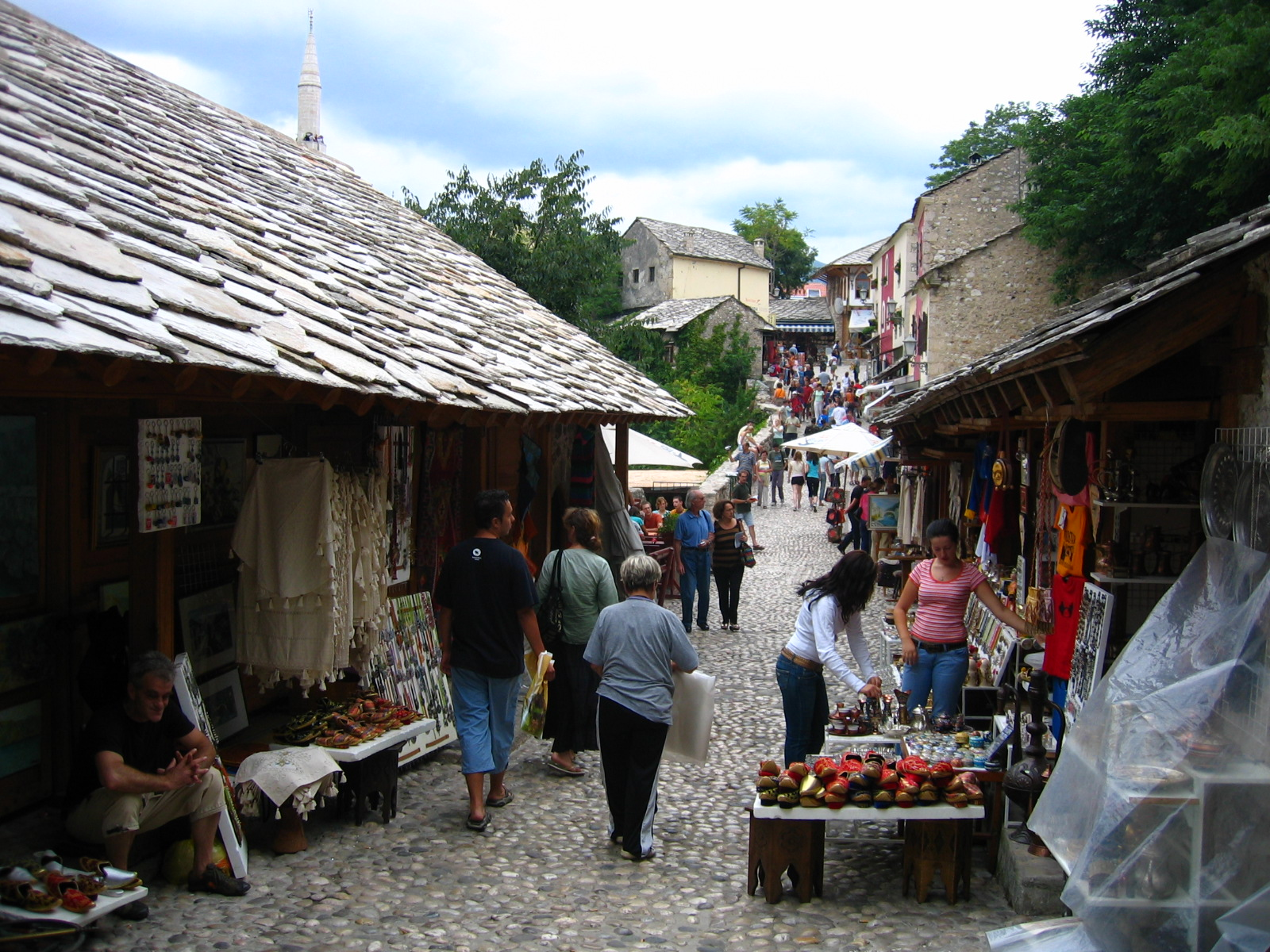
بازار قدیمی موستار
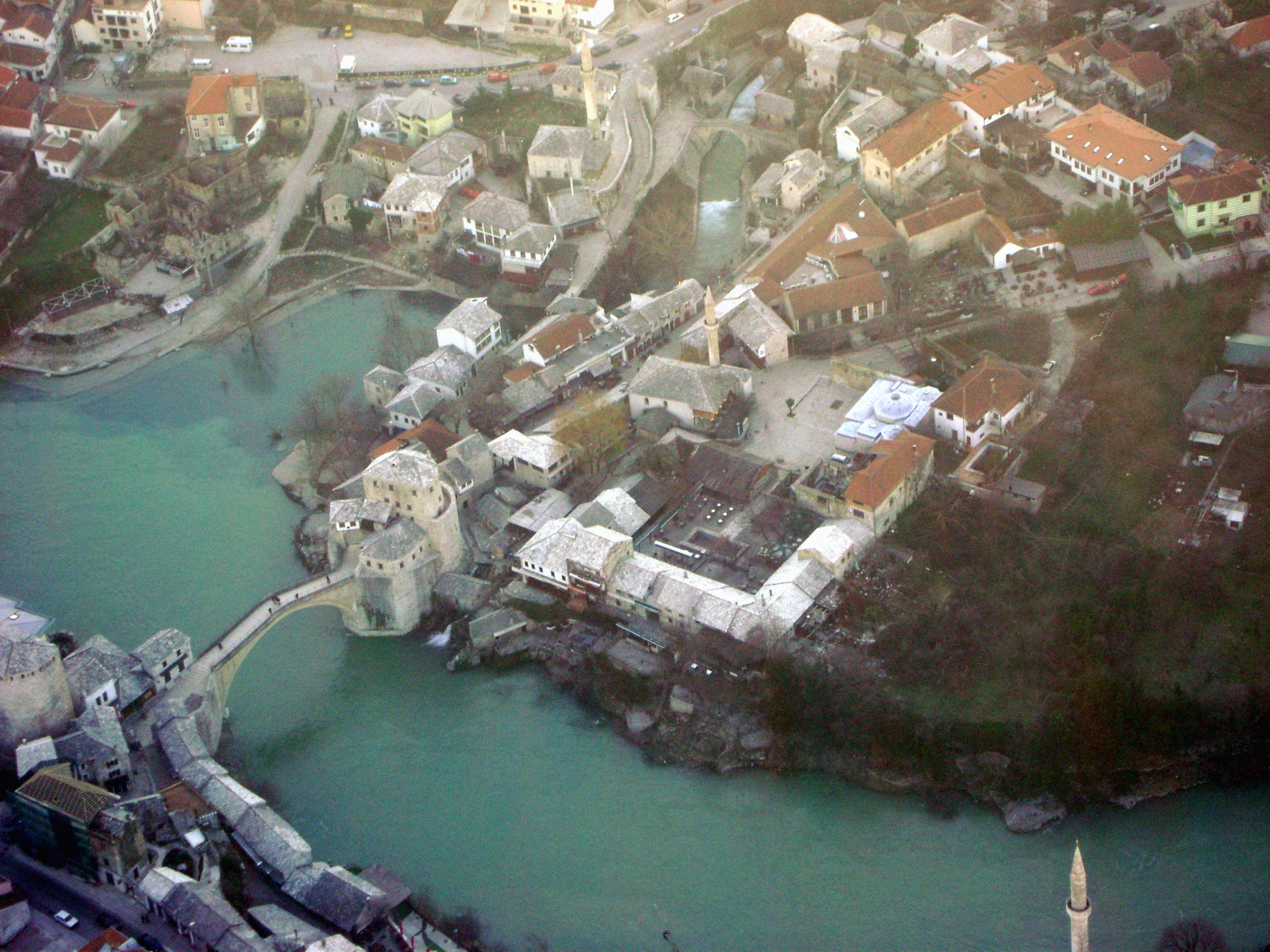
پل قدیمی از نمای بالا
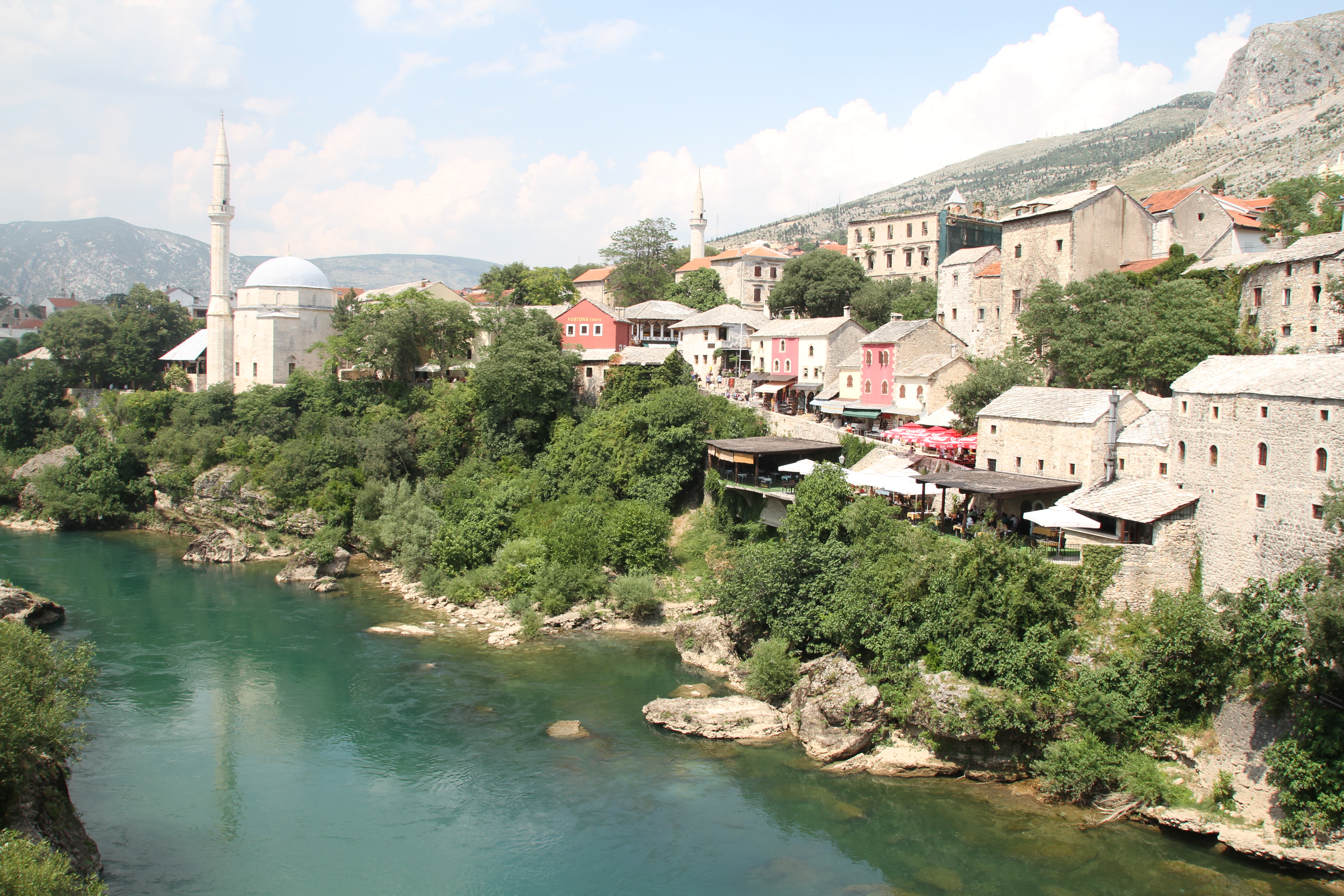
شهر قدیمی موستار
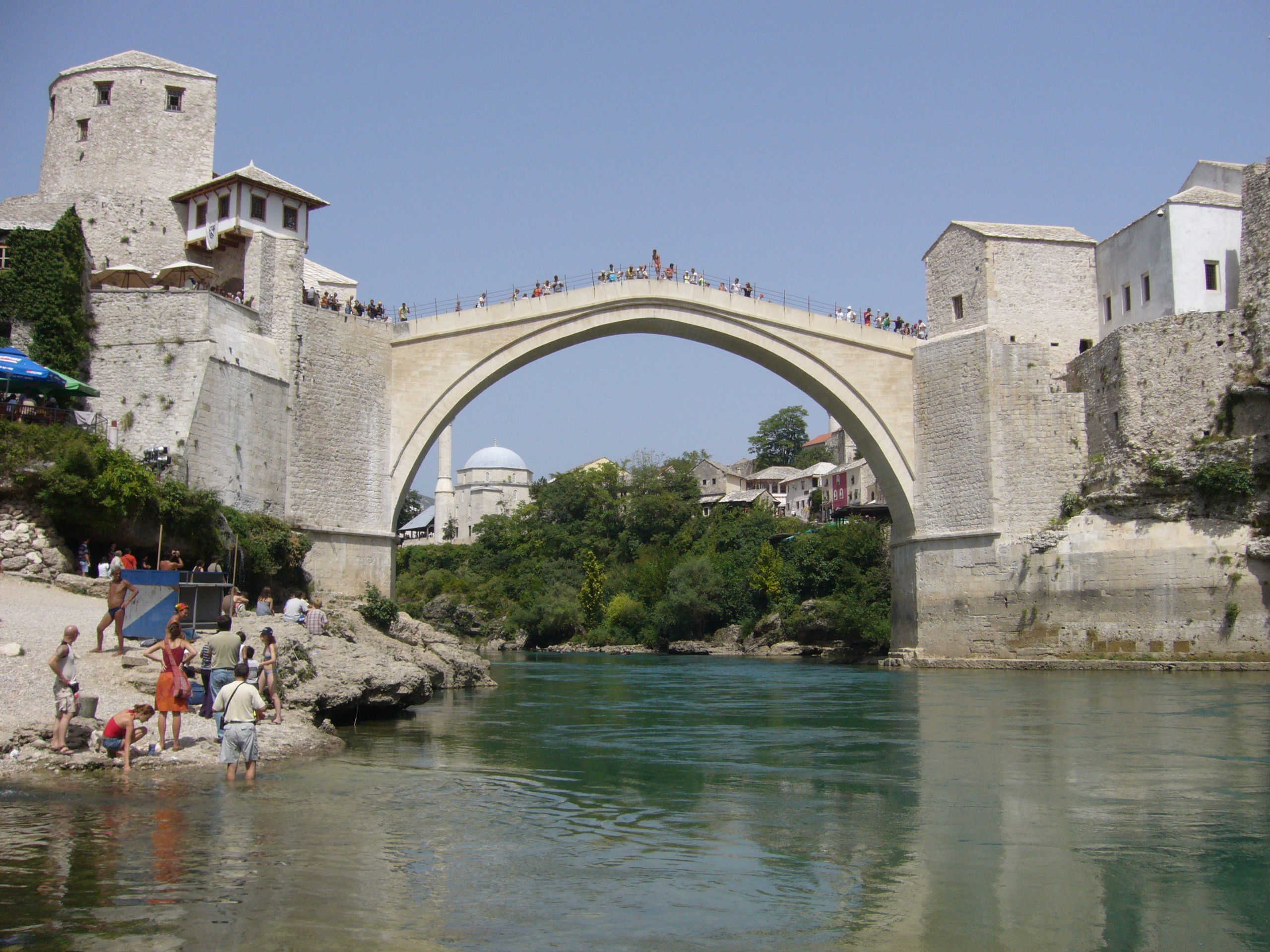
پل قدیمی از نمای پهلو
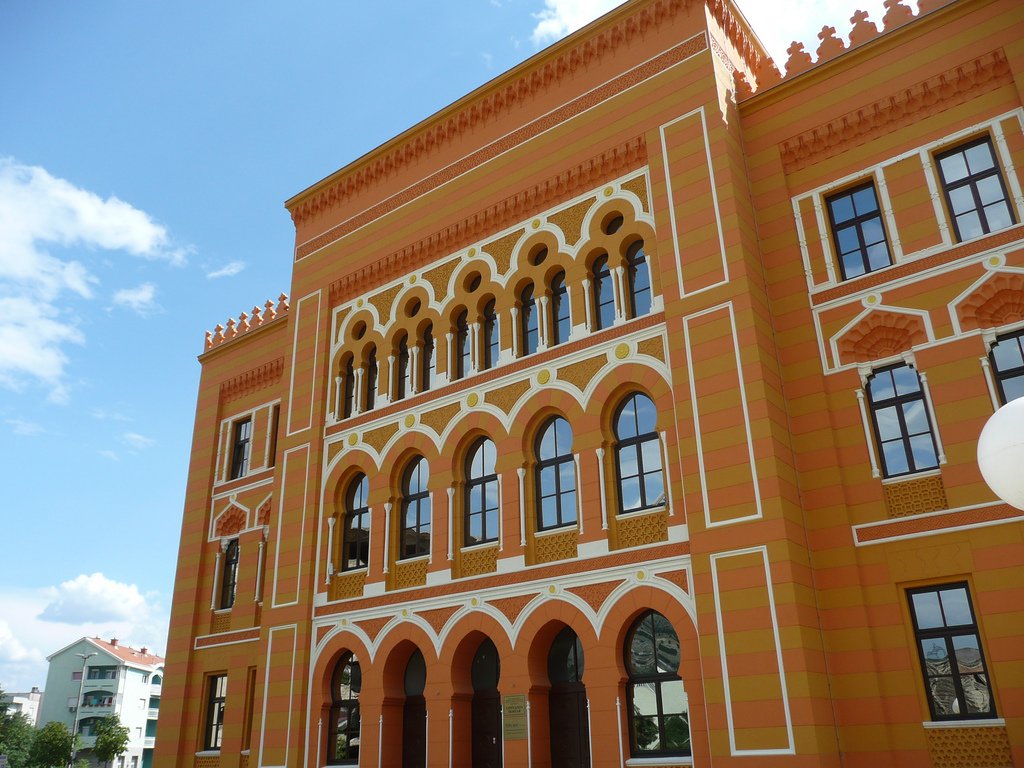
خانه شعر موستار
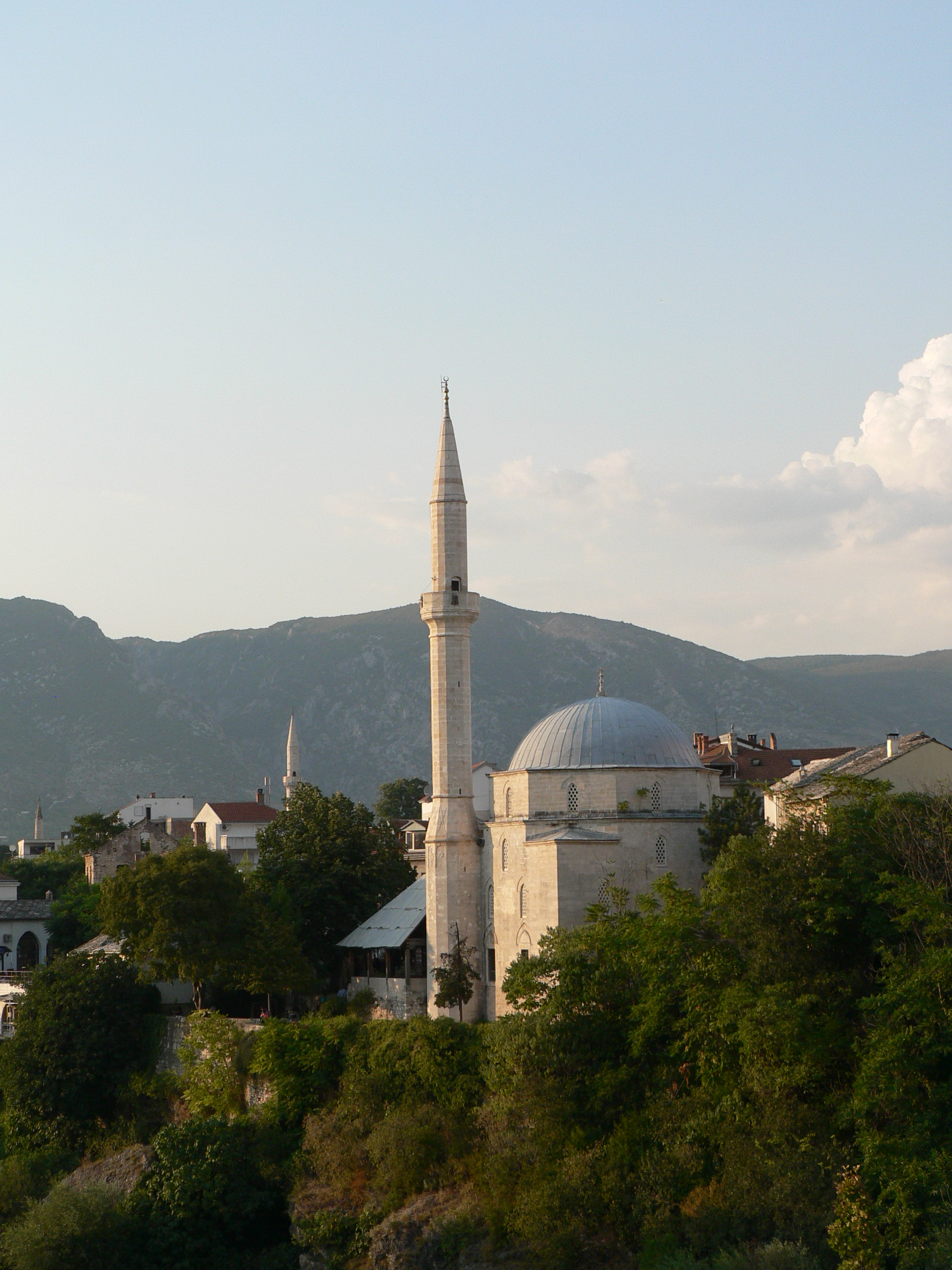
مسجد کوسکی محمد
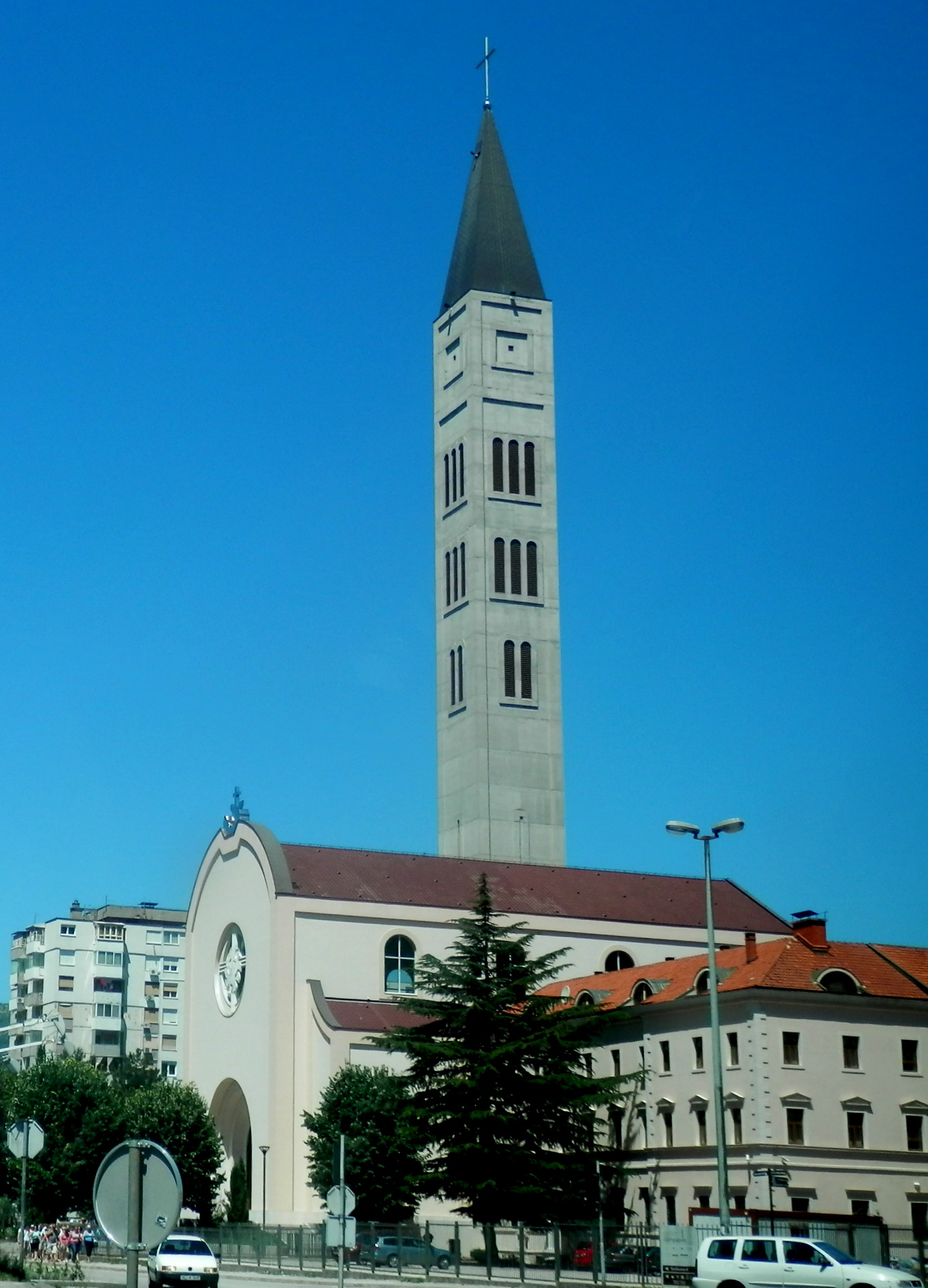
کلیسای کاتولیک
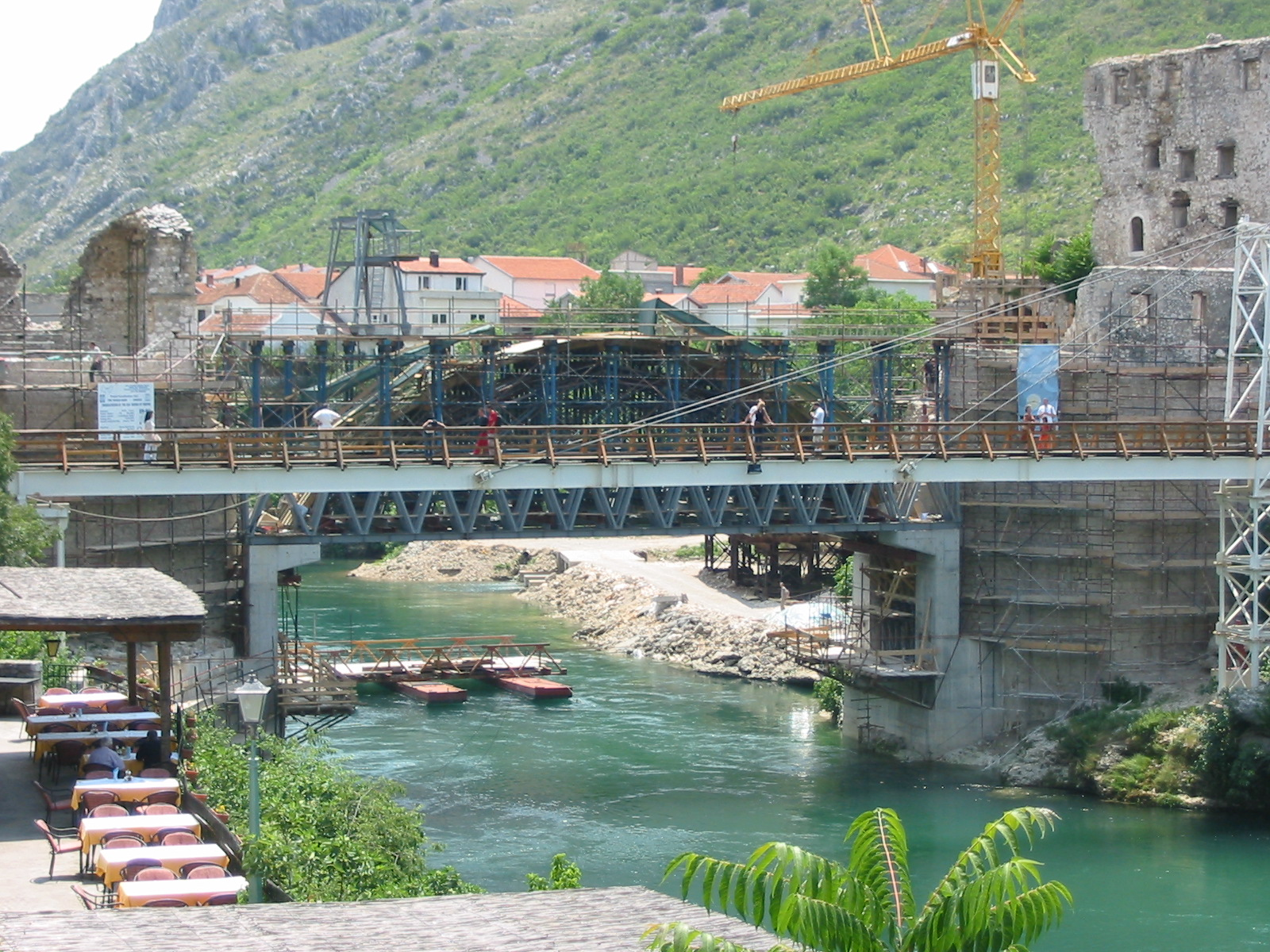
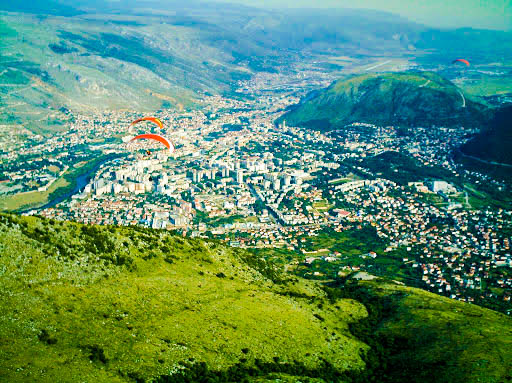
چتربازی در ارتفاعات موستار
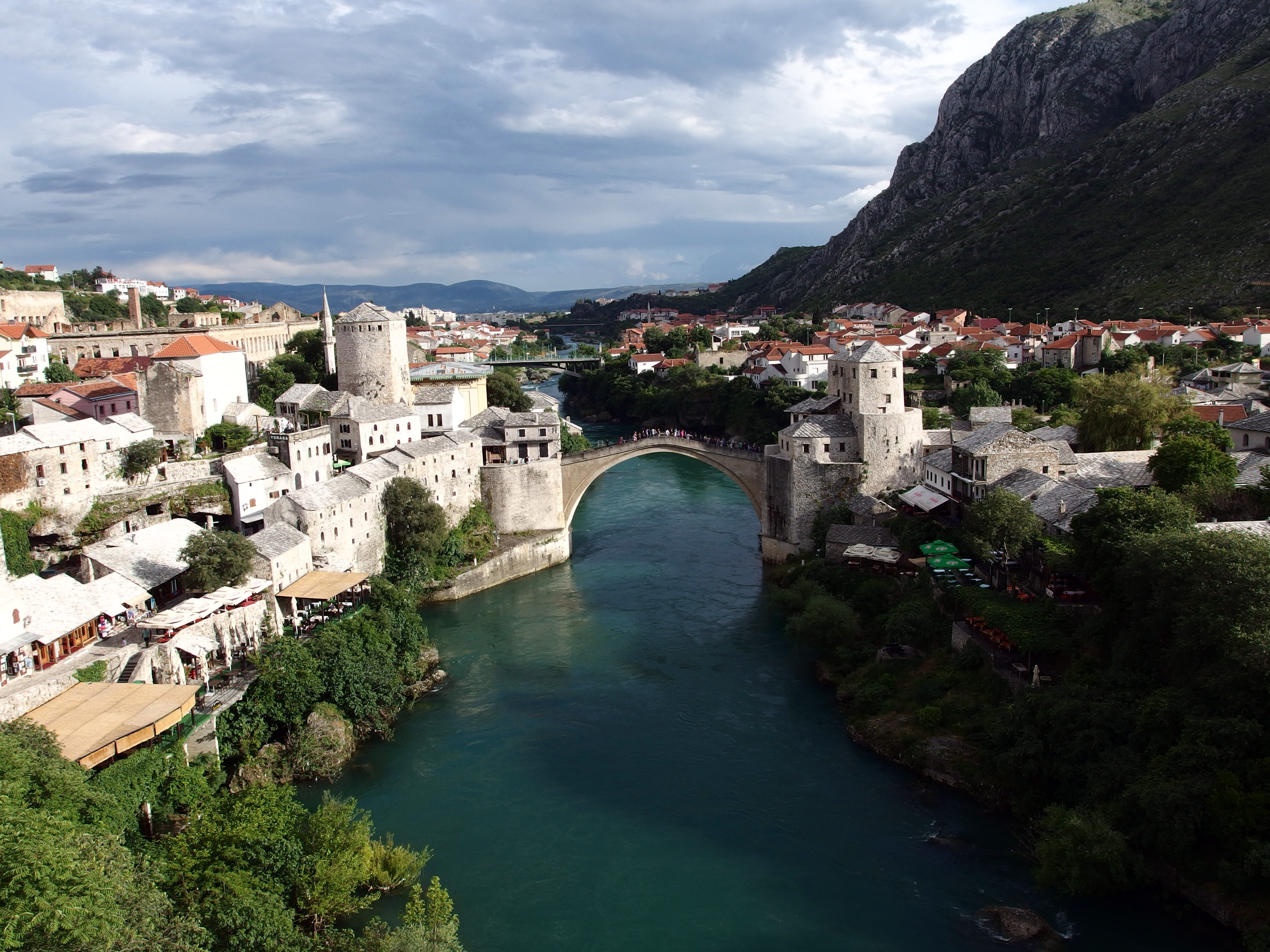
نمایی زیبا از شهر موستار